# Le Bleu des villes
Le Bleu des villes è un film del 1999 diretto da Stéphane Brizé, al suo esordio alla regia di un lungometraggio.
È stato presentato alla Quinzaine des Réalisateurs del 52º Festival di Cannes.